# 转换键

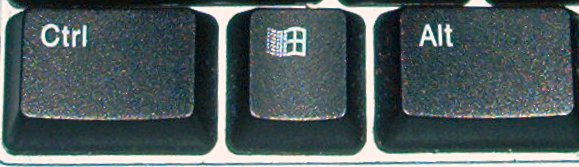
Alt（转换）键

转换键，又名Alt键，是电脑键盘上起切换（Alternate）作用的按键，它通常与其他键组合发挥作用。
它与其他按键组合工作时，通常用于切换窗口、关闭当前应用程序、选择菜单、命令和选项等功能。